# 19. ниво пакла
19. ниво пакла (2005) је бестселер роман кинеског писца хорор жанра, Цаи Ђуна, за који је аутор добио књижевну награду SINA. Књига је доживела огроман успех у Кини и за само прве две недеље од објављивања продата је у преко 20.000 примерака. Две године касније, књига добија и своју филмску верзију под називом Нарака 19. Роман 19. нивоа пакла треба ускоро да буде објављен на енглеском језику у издању канадске издавачке куће „Брисун Медиа“, као и на српском, у издању нове издавачке куће „FESTINA LENTE“ из Београда.